# Jorge Costa
Jorge Paulo Costa Almeida, född 14 oktober 1971 i Porto, död 5 augusti 2025 i Porto, var en portugisisk fotbollsspelare och tränare. Costa tillbringade nästan hela sin karriär i FC Porto där han under flera år var lagkapten och han vann bland annat Primeira Liga åtta gånger samt Champions League en gång.

## Klubblag
Costa gjorde sin professionella debut för Penafiel 1990 när han var utlånad från moderklubben Porto. Även den efterföljande säsongen blev han utlånad, denna gång till ligakonkurrenten Marítimo. Där spelade han 31 matcher och gjorde sitt första mål i Primeira Liga. Costa gjorde även ett självmål i en match mot just Porto.
Säsongen 1992/1993 var Jorge Costa tillbaka i Porto och konkurrerade för första gången om en startplats. Sex år senare blev han lagkpaten.
I en match mot Milan i Champions League säsongen 1996/1997 hamnade Costa i blåsväder då George Weah skallade honom och bröt hans näsa. Weah påstod att Costa sagt rasistiska saker till honom, Weah blev avstängd i sex matcher men då ingen hade hört något rasistiskt från Costa slapp han något straff.
När José Mourinho kom till Porto 2002 valdes Costa återigen till kapten och under hans och Mourinhos ledning vann Porto båda UEFA-cupen och Champions League. I januari 2006 ansågs Costa överflödig och skrev då på för den belgiska klubben Standard Liège där han återförenades med landsmannen Sérgio Conceição.

## Tränarkarriär
Sin tränarkarriär startade Costa hos Braga, först som assistent till Rogério Gonçalves som han senare ersatte i februari 2007. Under sin första tid som huvudansvarig ledde han Braga till en fjärdeplats i Primeira Liga, semifinal i Portugisiska cupen samt till åttondelsfinal i UEFA-cupen. Efter att bland annat lett Braga in i gruppspelet till UEFA-cupen året därpå fick han sparken halvvägs in i säsongen.
Han flyttade därefter till Olhanense som han gjorde till mästare i Liga de Honra och året efter tog en 13:e placering i Primeira Liga. Han lämnade klubben efter det för att bli manager i Académica, där han 21 december 2010 annonserade att han slutar som tränare efter säsongen av personliga skäl. I maj 2011 däremot skrev han på för rumänska CFR Cluj. Han var 2014–2016 tränare i Gabons herrlandslag.

## Internationell karriär
I Portugal var han tillsammans med Fernando Couto ett av de bästa mittbacksparen i EM 2000. Han spelade även VM 2002 där han gjorde ett självmål i en match mot USA i gruppspelet.

## Meriter

### Spelare
Porto
- Primeira Liga (8): 1993, 1995, 1996, 1997, 1998, 1999, 2003, 2004
- Portugisiska cupen (5): 1994, 1998, 2000, 2001, 2003
- Portugisiska supercupen (8): 1993, 1994, 1995, 1997, 1999, 2000, 2002, 2004
- UEFA-cupen: 2003
- Champions League: 2004
- Interkontinentala cupen: 2004

Portugal
- U-20 VM: 1991

### Tränare
Olhanense
- Liga de Honra: 2009